# روي باربوزا
روي باربوزا (1 مارس 1923 5 نوفمبر 1849) (بالبرتغالية Rui Barbosa)، إنه رجل دولة وكاتب موسوعي برازيلي، ولد في سالفادور (باهيا)، كان ممثلًا فدراليًا، وعضو مجلس الشيوخ، كما شغل منصب وزير المالية. شارك في اتفاقيتا لاهاي 1899 و1907، دفاعًا عن مبدأ المساواة بين الأمم، حصل على لقب «نسر لاهاي». لم ينجح في انتخابات رئاسة البرازيل لأعوام 1910 و1914 و1919.
هو إحدى الصور الكبرى الممثلة للنُخب الثقافية والأدبية في بلده عند ملتقى القرنين. لقد جسد الذكاء والموهبة الشفهية وأجاد البلاغة كفنان كبير ليدافع عن الديمقراطية القانونية لجمهورية البرازيل في بداياتها. وفي العام 1880 لفت إليه الأنظار كبطل قضية إلغاء الاسترقاق، ثم بدراساته لإصلاح التعليم، وفي العام 1890 وضع خطة مالية لتصنيع البلد. وفي (رسائل إنكلترا) التي أرسلها أصلًا إلى صحيفة «التجارة» عندما كان في بداية عقد 1890 منفيًا سياسيًا في لندن، شرح قضية دريفوس بوضوح. اشتهر بـ«إجابة للمدافعين عن صياغة مشروع القانون المدني» (1902) التي اشتهرت كواحدة من ذروات الفن الخطابي، كما اشتهر بـ«خطاب للشباب» (1920). مثّل البرازيل عامي 1907 و1920 في محكمة العدل في لاهاي. وبالرغم من عمله وضفائيته اللغوية، امتصت شخصية المحامي والسياسي فيه شخصية الفنان. ومن هنا كان أسلوبه الخطابي والاحتفالي.

## روابط خارجية
- روي باربوزا على موقع الموسوعة البريطانية (الإنجليزية)